# Heteronyx rufomarginatus
Heteronyx rufomarginatus är en skalbaggsart som beskrevs av Blanchard 1850. Heteronyx rufomarginatus ingår i släktet Heteronyx och familjen Melolonthidae. Inga underarter finns listade i Catalogue of Life.